# Saint-Pol-sur-Ternoise
Saint-Pol-sur-Ternoise é uma comuna francesa na região administrativa de Altos da França, no departamento de Pas-de-Calais. Estende-se por uma área de 8,24 km². Em 2010 a comuna tinha 5 103 habitantes (densidade: 619,3 hab./km²).